# Бюрен-ан-дер-Ааре
Бюрен-ан-дер-Ааре (нім. Büren an der Aare) — громада  в Швейцарії в кантоні Берн, адміністративний округ Зееланд.

## Географія
Громада розташована на відстані близько 23 км на північ від Берна.
Бюрен-ан-дер-Ааре має площу 12,6 км², з яких на 11,7% дозволяється будівництво (житлове та будівництво доріг), 46,2% використовуються в сільськогосподарських цілях, 34,4% зайнято лісами, 7,6% не є продуктивними (річки, льодовики або гори).

## Демографія
2019 року в громаді мешкало 3584 особи (+10,2% порівняно з 2010 роком), іноземців було 18,3%. Густота населення становила 284 осіб/км².
За віковим діапазоном населення розподілялося таким чином: 21% — особи молодші 20 років, 59,3% — особи у віці 20—64 років, 19,7% — особи у віці 65 років та старші. Було 1632 помешкань (у середньому 2,2 особи в помешканні).
Із загальної кількості 2132 працюючих 107 було зайнятих в первинному секторі, 1240 — в обробній промисловості, 785 — в галузі послуг.